# Aghu Tharnggalu
Het Aghu Tharnggalu is een uitgestorven Pama-Nyungaanse taal die werd gesproken in Queensland, Australië.